# کاریزمه
کاریزمه، روستایی از توابع بخش مرکزی شهرستان فریمان در استان خراسان رضوی ایران است.شغل مردم آن کشاورزی و دامداری است.از امکانات این روستا میتوان به گاز شهری ، آب آشامیدنی ، برق شهری و جاده آسفالته اشاره کرد.

## نگارخانه

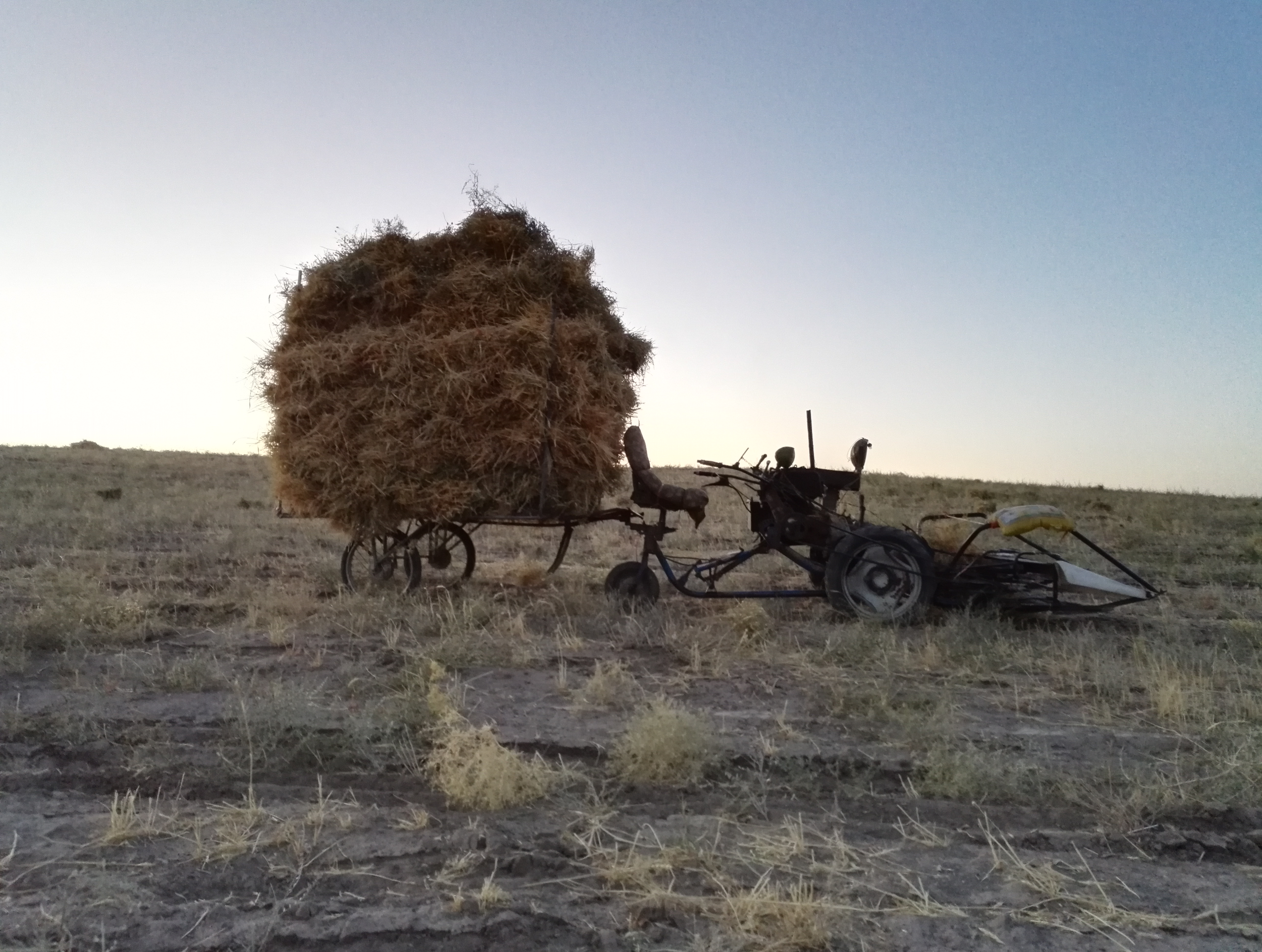
کشاورزی در روستای کاریزمه
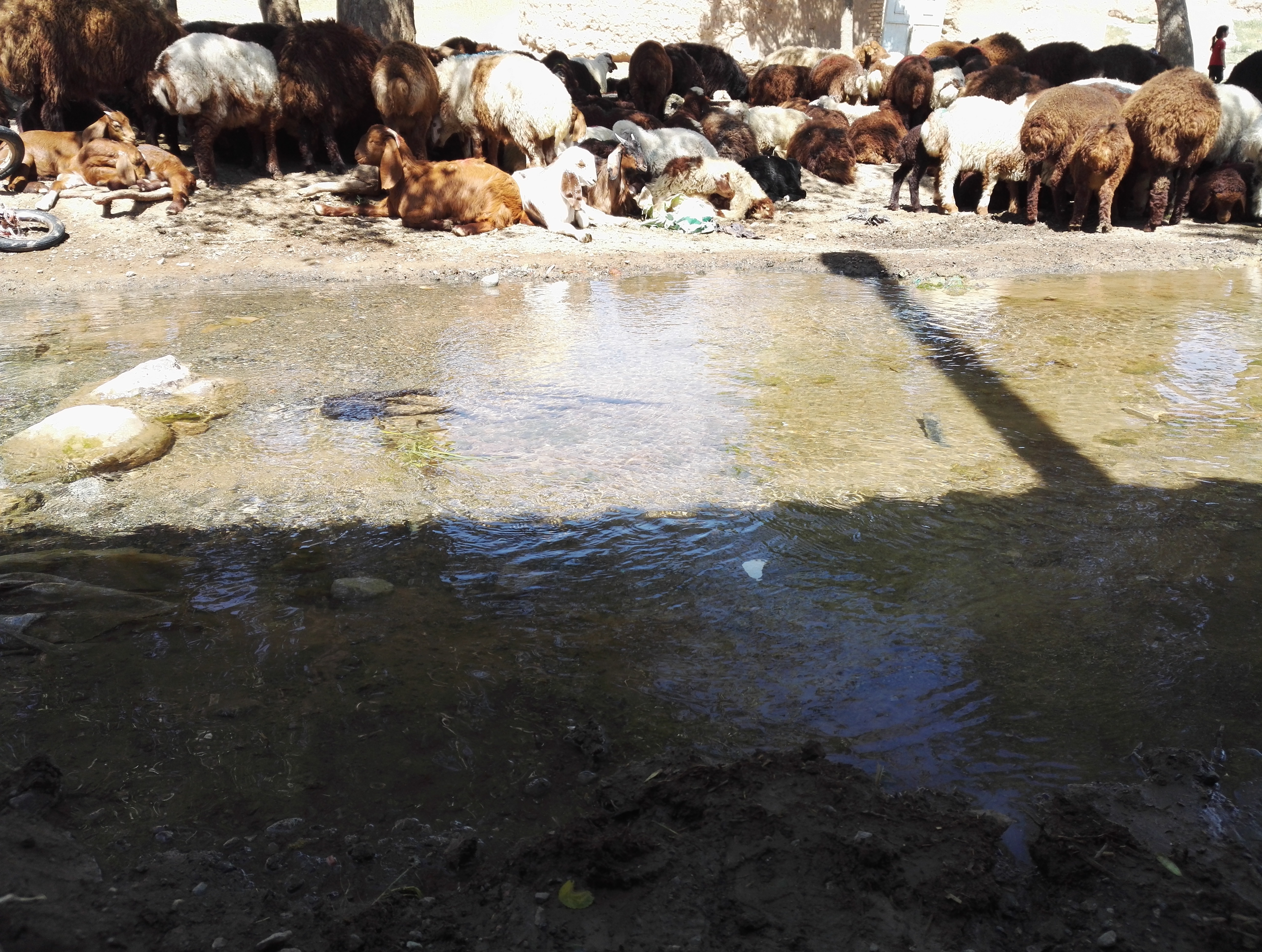
دامداری در روستای کاریزمه، گله گوسفندان در حال استراحت در کنار قنات روستا
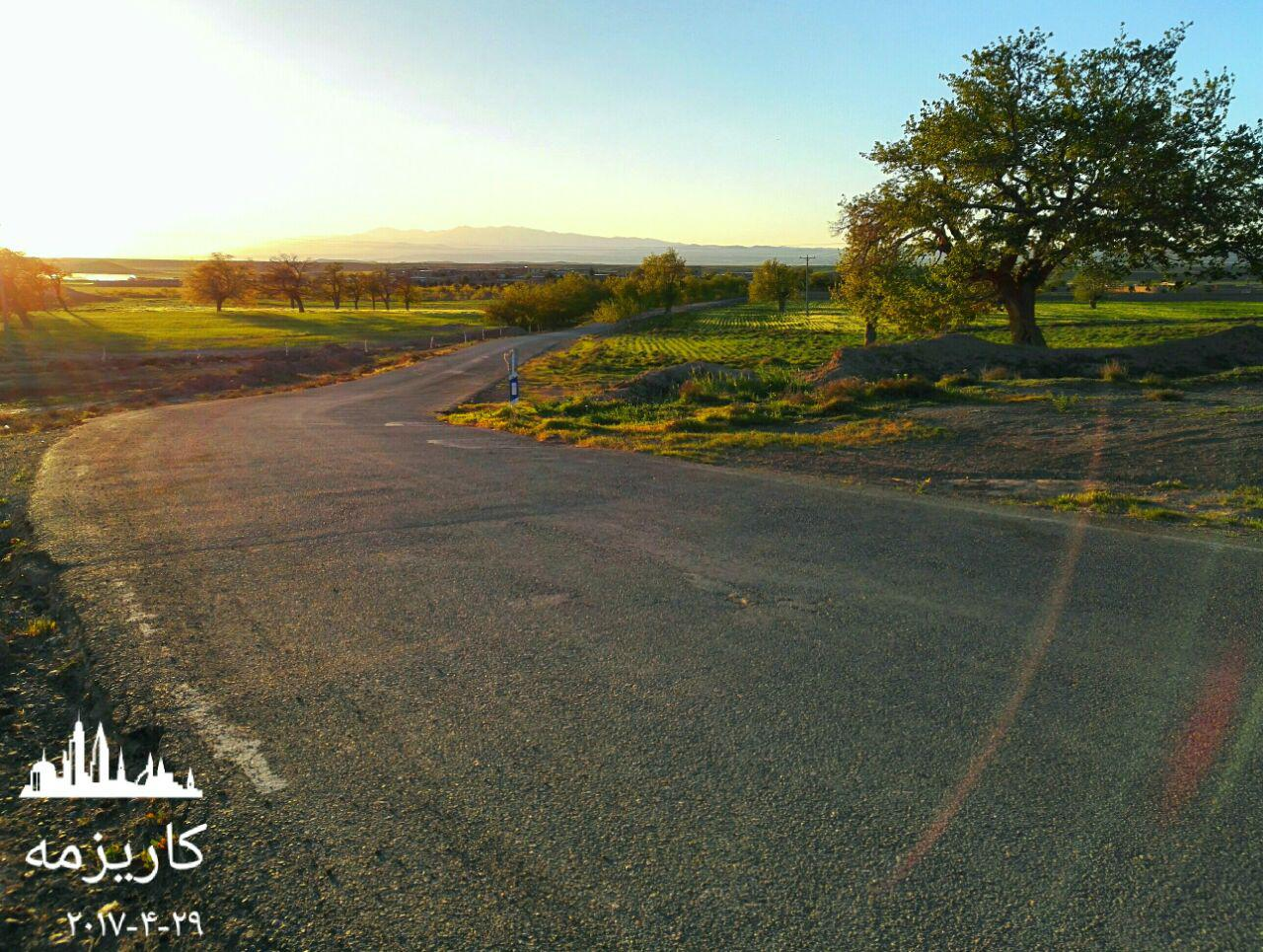
تصویری زیبا از ورودی روستای کاریزمه گرفته شده در بهار 96
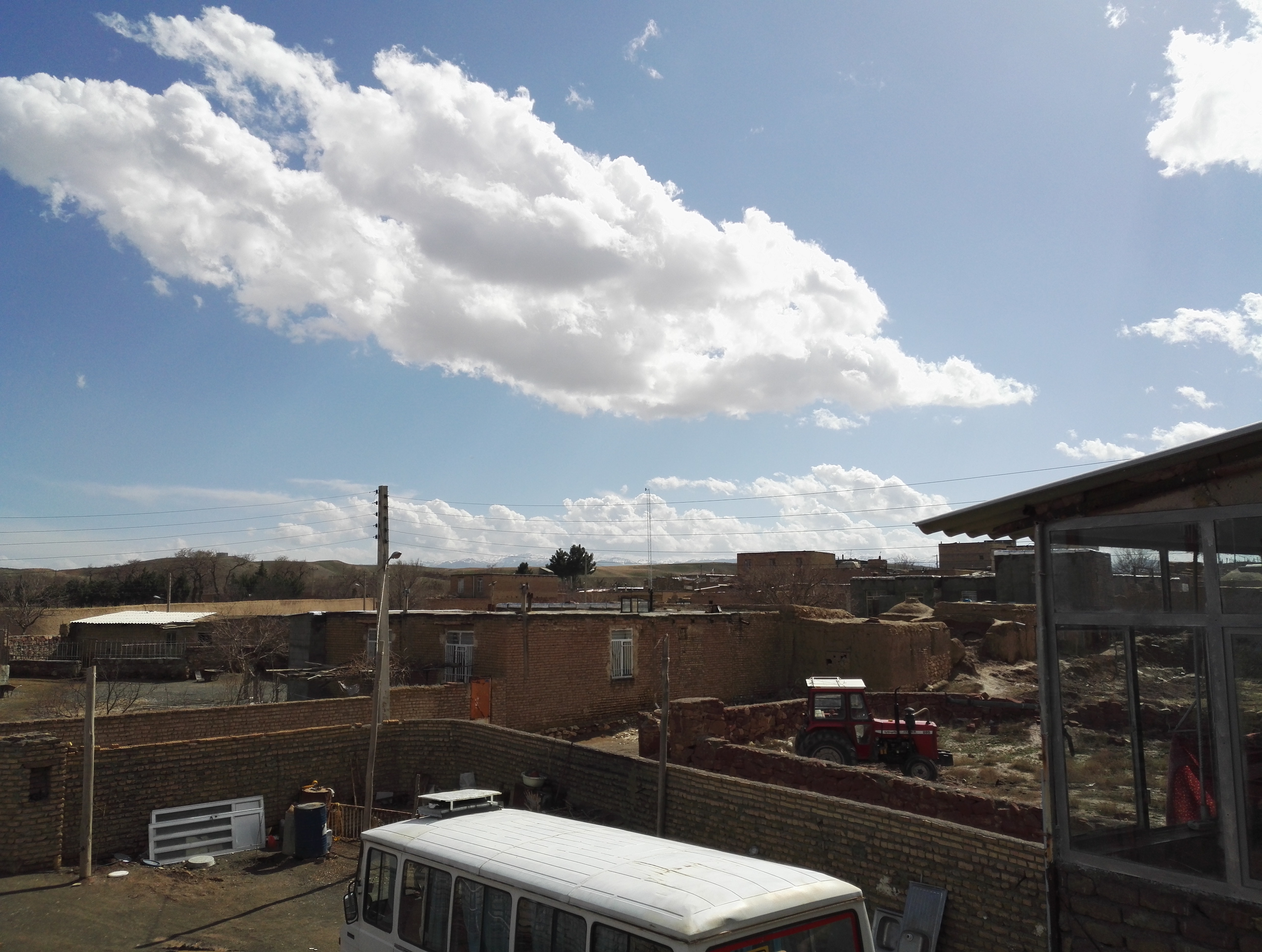
تصویری زیبا از آسمان روستای کاریزمه
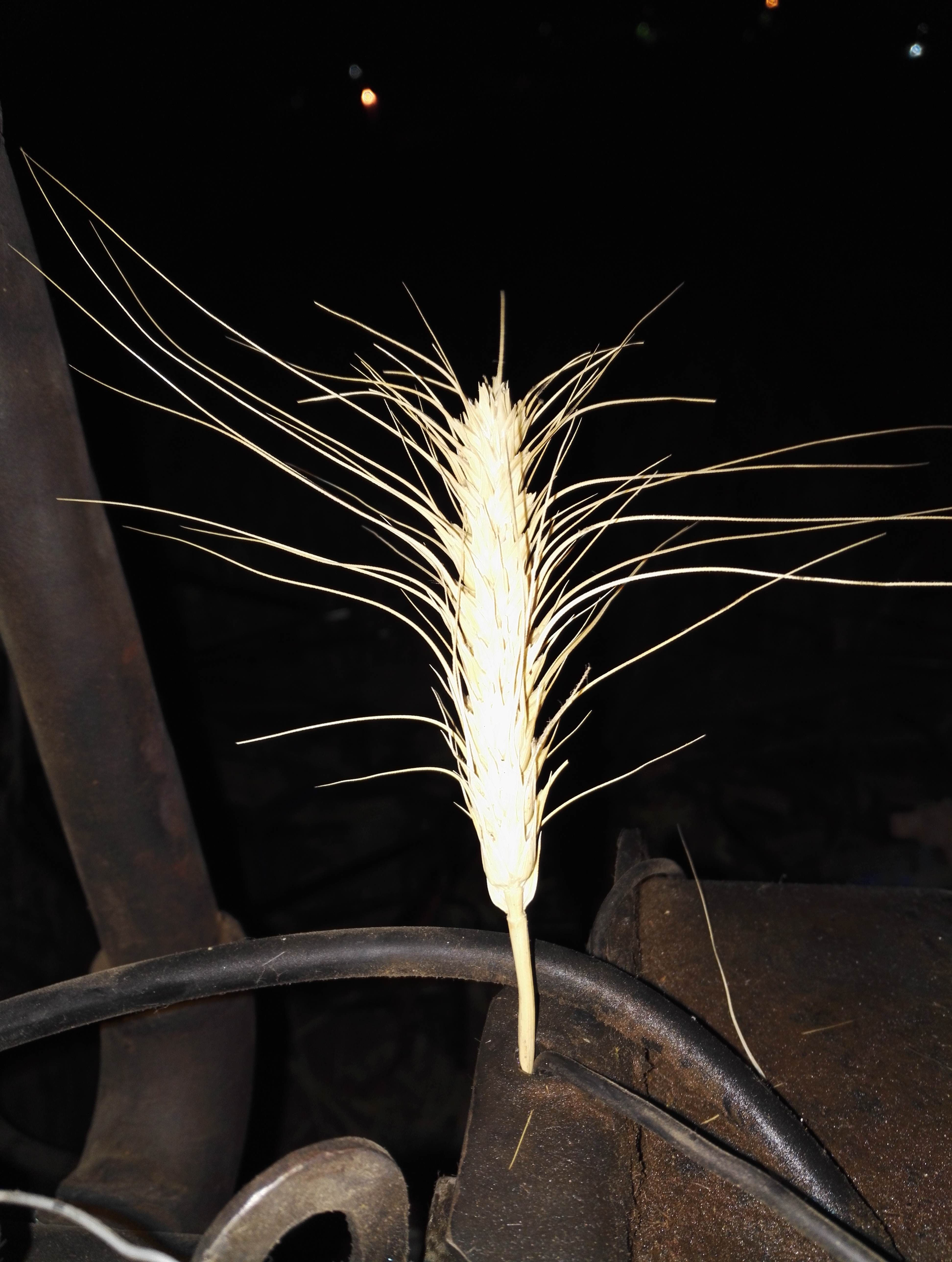
محصول عمده کشاورزان کاریزمه در این روستا گندم می‌باشد
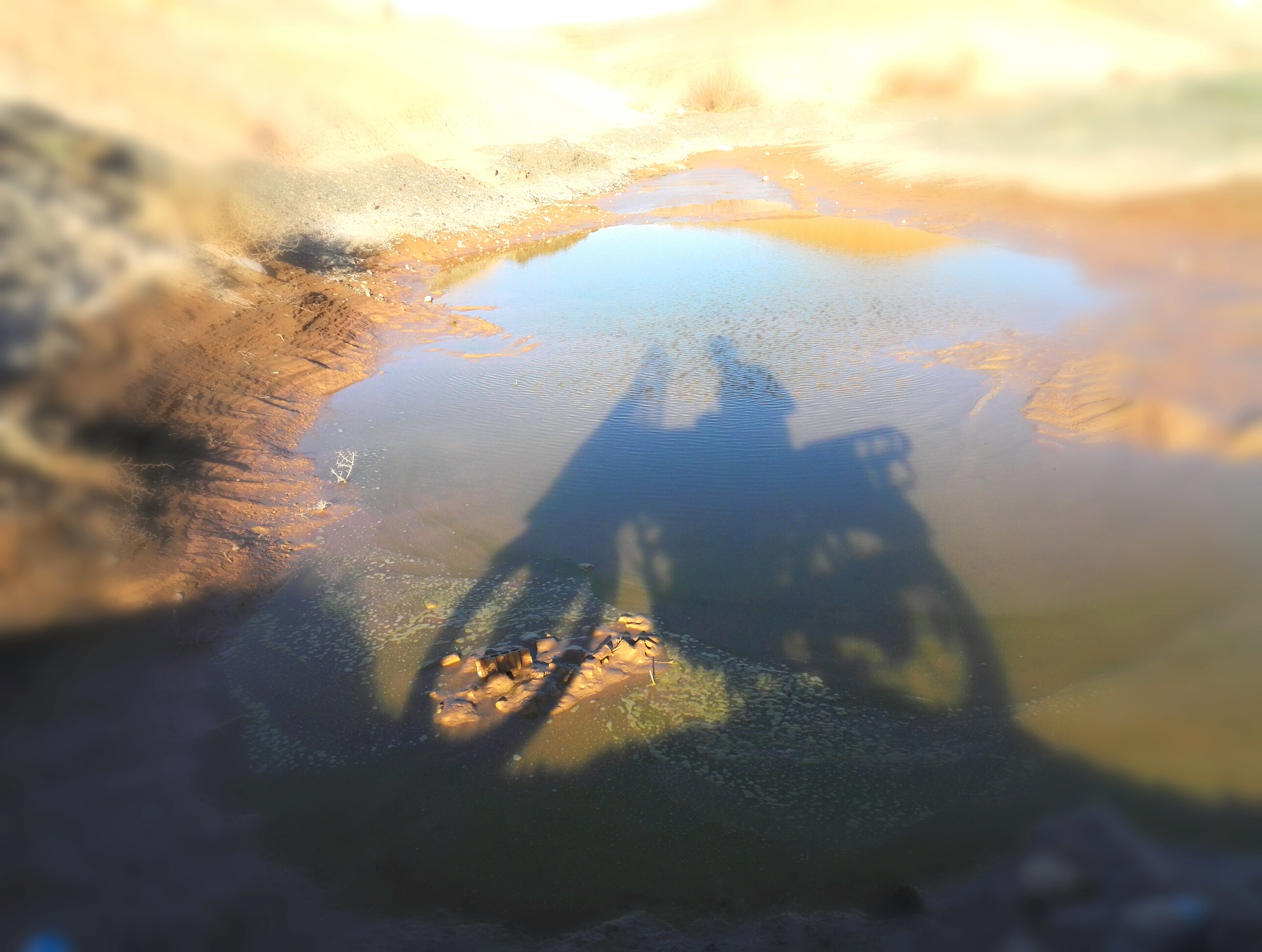
در سال‌های اخیر مردم روستای کاریزمه با کمبود جدی آب مواجه شده اند
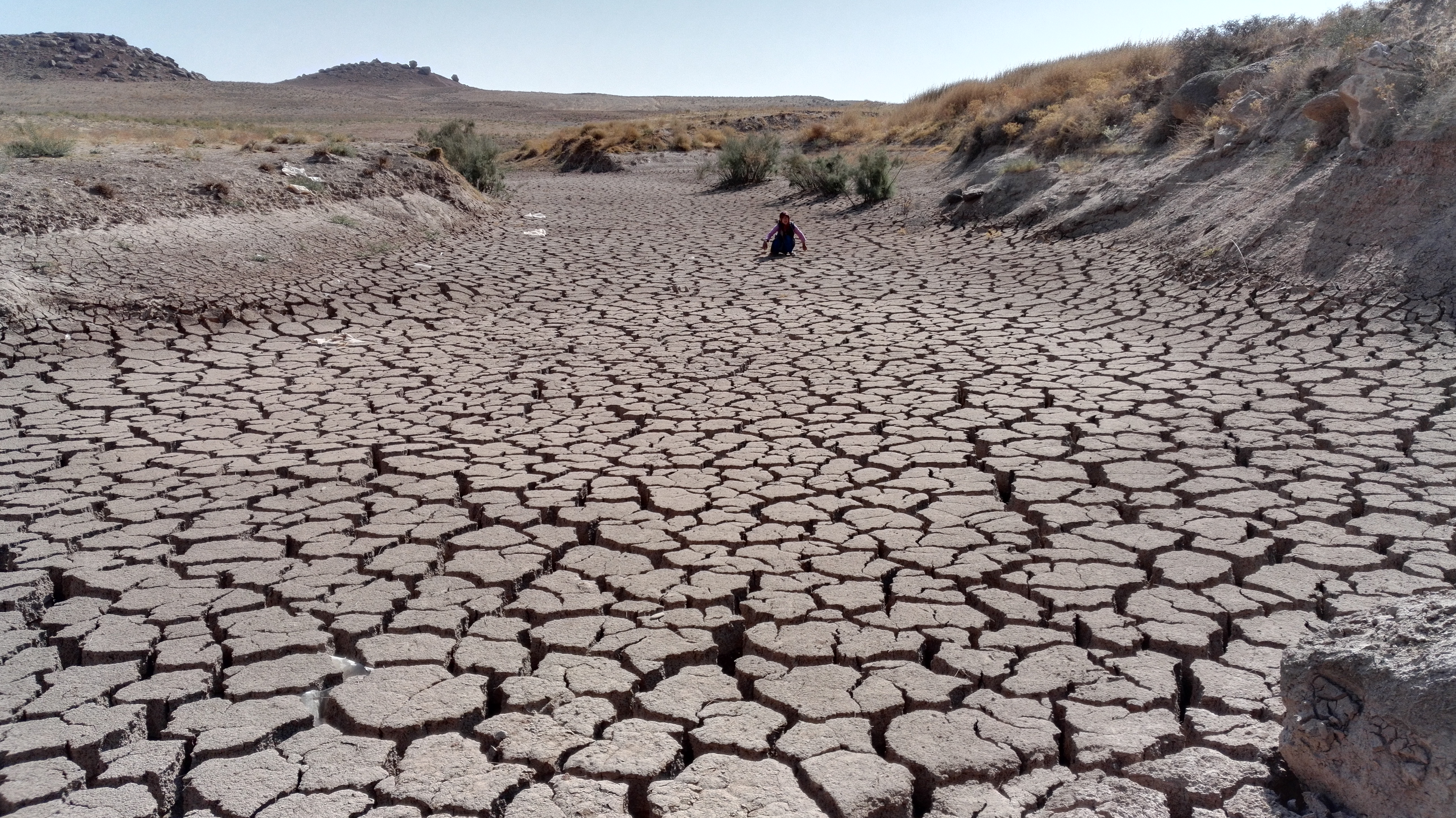
تصویر فوق به وضوح نشانگر خشکسالی‌های اخیر در روستای کاریزمه است
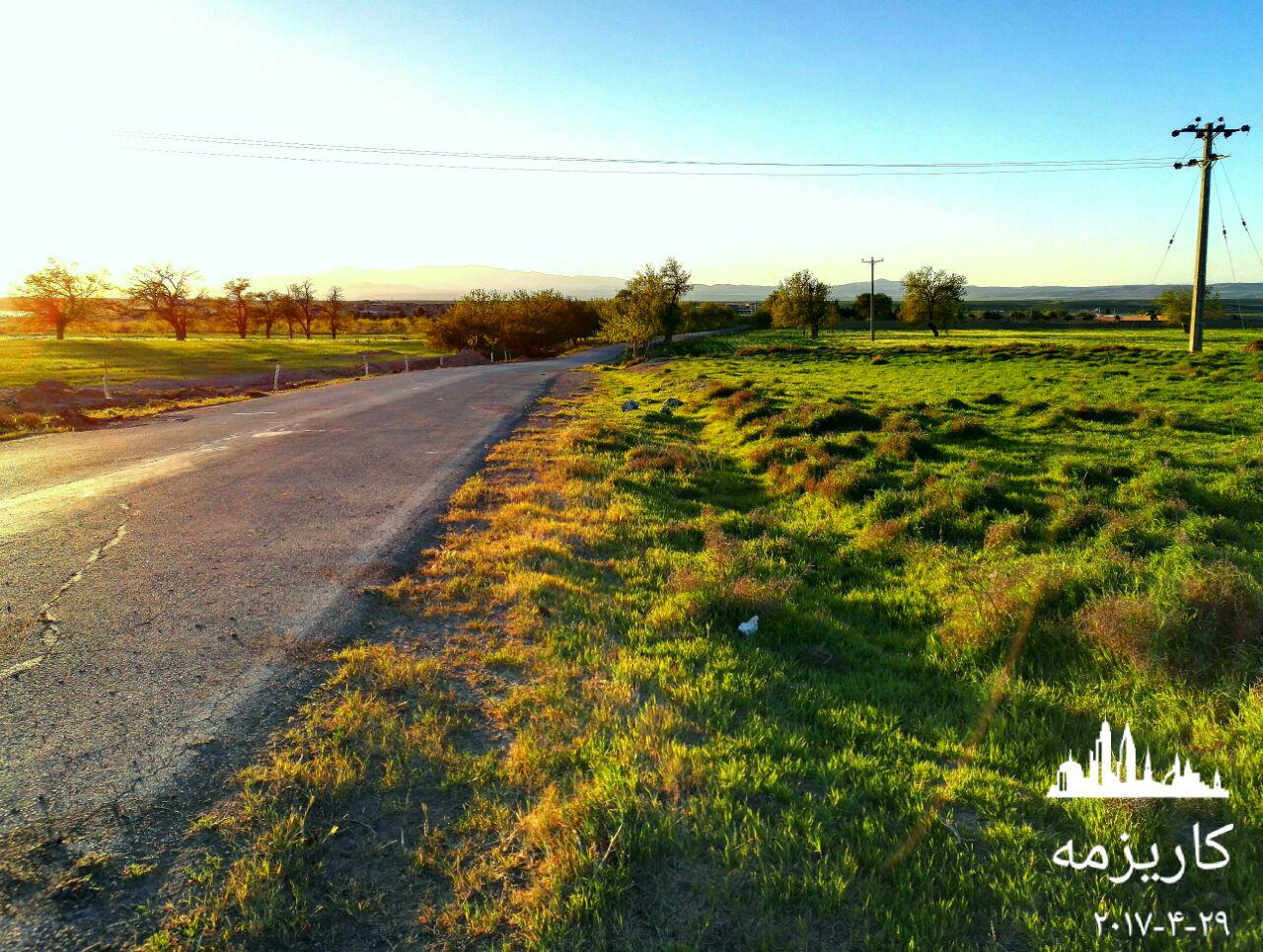
تصویری زیبا از روستای کاریزمه
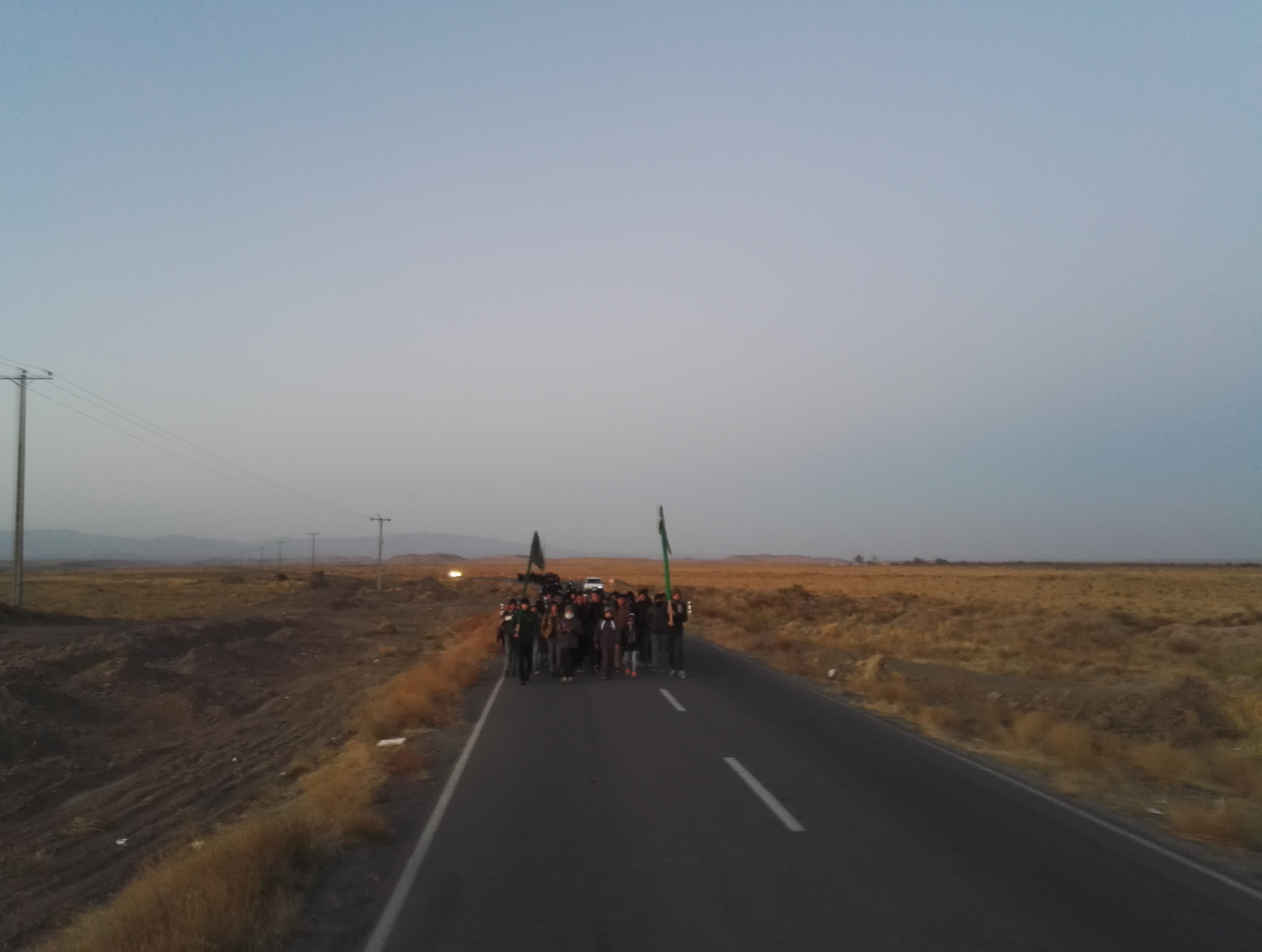
کاروان پیاده روستای کاریزمه در حال عزیمت به مشهد مقدس برای شهادت امام هشتم

## جمعیت
این روستا در دهستان سنگ بست قرار دارد و براساس سرشماری مرکز آمار ایران در سال ۱۴۰۰، جمعیت آن ۴۲۰ نفر (۱۱۰خانوار) بوده‌است.